# بوبي باركلي
بوبي باركلي (بالإنجليزية: Bobby Barclay)‏ (27 أكتوبر 1906 بنيوكاسل أبون تاين في المملكة المتحدة - 13 يوليو 1969 بهدرسفيلد في المملكة المتحدة) هو لاعب كرة قدم بريطاني (وحمل سابقاً جنسية المملكة المتحدة لبريطانيا العظمى وأيرلندا) في مركز الهجوم. شارك مع منتخب إنجلترا لكرة القدم. أما مع النوادي، فقد لعب مع أولدهام أثلتيك وديربي كاونتي وشيفيلد يونايتد وهدرسفيلد تاون وأشتون يونايتد ونادي برادفورد بارك أفنيو.

## وصلات خارجية
- بوبي باركلي على موقع قاعدة بيانات كرة القدم.إي يو (الإنجليزية)
- بوبي باركلي على موقع ناشيونال فوتبول تيمز (الإنجليزية)